# WTA-toernooi van Louisville
Het WTA-toernooi van Louisville is een jaarlijks terugkerend tennistoernooi voor vrouwen en wordt georganiseerd in de stad Louisville in de Amerikaanse staat Kentucky. De officiële naam van het toernooi is Louisville International Open.
De WTA organiseert het toernooi dat in de categorie "International" valt en wordt gespeeld op hardcourt in de open lucht. De Louisville Boat Club van de Louisville Professional Tennis LLC werd opgericht in 1910. Het complex ligt zo'n 7 km ten noordoosten van het stadscentrum aan de linkeroever van de Ohio – het was de locatie voor wedstrijden in het kader van de Davis Cup 1951 en 1955. 
De eerste editie van het toernooi was gepland om in augustus 2016 plaats te vinden. Door financiële en organisatorische moeilijkheden werd het uitgesteld tot 2017. Volgens aankondiging was deze editie gepland eind augustus 2017, vlak voor het US Open. Sindsdien is er niets meer van vernomen.